# Трихлорбензолы
Трихлорбензолы — органические вещества, хлорпроизводные бензола с общей химической формулой С6Н3Сl3, относятся к хлорпроизводным аренов.

## Строение
По своему строению все трихлорбензолы относится к хлорароматическим углеводородам. Они представляет собой бензол, у которого 3 различных атома водорода замещены атомом хлора.

## Свойства
Трихлорбензолы — бесцветные кристаллические соединения, характеризующиеся химическими свойствами аренов. Эти вещества могут вступать в реакции нуклеофильного замещения атомов хлора и электрофильного замещения в ароматическое ядро. Способны взаимодействовать с Cl2 с образованием смеси тетрахлорбензолов в присутствии катализатора, нитруются и сульфируются.
Реакционная способность уменьшается в ряду 1,3,5-трихлорбензол — 1,2,3-трихлорбензол — 1,2,4-трихлорбензол.

## Получение
1,2,3- и 1,2,4-трихлорбензолы синтезируют взаимодействием бензола, хлорбензола или 1,2-дихлорбензола с хлором в присутствии катализатора хлорида железа(III). 1,3,5-трихлорбензол получают из 3,5-дихлоранилина по реакции Зандмейера, а также парофазным хлорированием 1,3-дихлорбензола, хлорированием 3,5-дихлорнитробензола или 1-бром-3,5-дихлорбензола при высоких температурах.